# Небезпечні зв'язки
Небезпечні зв'язки — драма 1988 року, адаптація однойменного роману (1782) французького письменника П'єр Шодерло де Лакло.

## Синопсис
Франція XVIII століття. Віконт Вальмон і маркіза де Мертей ведуть небезпечну гру розбитими серцями й покаліченими долями. Маркіза, бажаючи помститися давньому коханцеві Жеркуру, обіцяє Вальмону свою прихильність, якщо він спокусить Сесіль Воланж, юну наречену Жеркура. Замість цього Вальмон захоплюється пані де Турвель, абсолютно забувши про договір, і маркізі доводиться шукати обхідні шляхи. Мимоволі для себе безжальний серцеїд Вальмон потрапляє під чари добродійної дружини президента Турвеля, замислюючись про ту ціну, яку доведеться заплатити всім учасникам інтриги, що трапилася.

## У ролях
- Гленн Клоуз — Маркіза Ізабель де Мертей
- Джон Малкович — Віконт Себастьян де Вальмонт
- Мішель Пфайффер — Мадам Марі де Турвель
- Ума Турман — Сесіль де Воланж
- Свузі Керц — Мадам де Воланж, мати Сесіль та двоюрідна сестра Мертей
- Кіану Рівз — Ле Шевальє Рафаель Дансі
- Мілдред Натвік — Мадам де Розмонд, тітка Вальмонта
- Валері Ґоґан — Джулі
- Пітер Капальді — Азолан, камердинер Вальмонта

## Нагороди
- 1989 — 3 премії "Оскар": кращі декорації (Стюарт Крейг, Джерард Джеймс), костюми (Джеймс Ечісон) та адаптований сценарій (Крістофер Гемптон).
- 1990 — 2 премії BAFTA: найкраща жіноча роль другого плану (Мішель Пфайффер) та адаптований сценарій (Крістофер Гемптон).
- 1990 — премія "Боділ" за найкращий неєвропейський фільм.
- 1990 — премія "Сезар" за найкращий зарубіжний фільм.
- 1989 — премія Жозефа Плато за найкращий зарубіжний фільм.